# 哈格內克

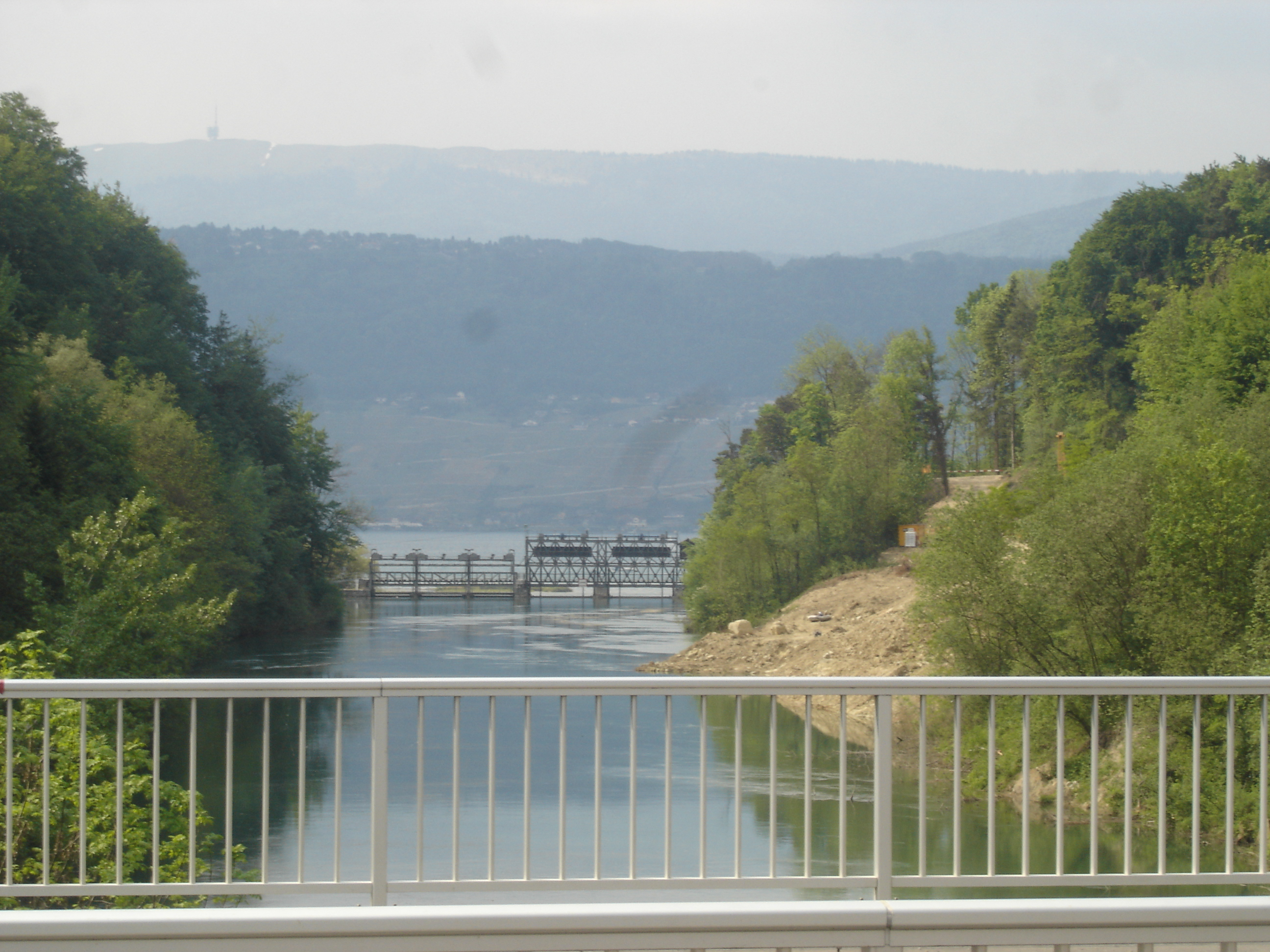

哈格內克（Hagneck）是瑞士的城鎮，位於該國中西部，由伯恩州負責管轄，面積1.83平方公里，65%的土地是農業用地，海拔高度441米，2011年人口417人，人口密度每平方公里228人。